# Semantička mreža
Semantička mreža, ili okvirna mreža je baza znanja koja predstavlja semantičke odnose između pojmova u mreži. Ovo se često koristi kao oblik predstavljanja znanja. To je usmeren ili neusmeren graf koji se sastoji od vrhova, koji predstavljaju pojmove, i ivica, koje predstavljaju semantičke odnose između pojmova, preslikavanja ili povezivanja semantičkih polja. Semantička mreža može biti instancirana kao, na primer, baza podataka grafova ili koncept mapa. Tipične standardizovane semantičke mreže se izražavaju kao semantički tripleti.
Semantičke mreže se koriste u neurolingvistici i aplikacijama za obradu prirodnog jezika, kao što su semantičko raščlanjivanje i razaznavanje smisla reči. Semantičke mreže se takođe mogu koristiti kao metod za analizu velikih tekstova i identifikaciju glavnih tema i argumenata (npr. unosa na društvenim medijima), za otkrivanje pristrasnosti (npr. u izveštavanju vesti), ili čak za mapiranje čitavog polja istraživanja.

## Literatura
- Allen, J. and A. Frisch (1982). "What's in a Semantic Network". In: Proceedings of the 20th. annual meeting of ACL, Toronto, pp. 19–27.
- John F. Sowa, Alexander Borgida (1991). Principles of Semantic Networks: Explorations in the Representation of Knowledge..
- Segev, E., ур. (2022). Semantic Network Analysis in Social Sciences. New York: Routledge.

## Spoljašnje veze
- "Semantic Networks" by John F. Sowa
- "Semantic Link Network"  by Hai Zhuge